# Rodelen op de Olympische Winterspelen 2018
Rodelen is een van de sporten die beoefend werden tijdens de Olympische Winterspelen 2018 in Pyeongchang. De wedstrijden vonden plaats in het Alpensia Sliding Centre.

## Wedstrijdschema
| Datum       | Lokale tijd | MET   | Mannen                   | Vrouwen                  |
| ----------- | ----------- | ----- | ------------------------ | ------------------------ |
| 09 februari | 20:00       | 12:00 | Openingsceremonie        | Openingsceremonie        |
| 10 februari | 19:10       | 11:10 | Individueel (Run 1 en 2) |                          |
| 11 februari | 18:50       | 10:50 | Individueel (Run 3 en 4) |                          |
| 12 februari | 19:50       | 11:50 |                          | Individueel (Run 1 en 2) |
| 13 februari | 19:30       | 11:30 |                          | Individueel (Run 3 en 4) |
| 14 februari | 20:20       | 12:20 | Dubbels (Run 1 en 2)     |                          |
| 15 februari | 21:30       | 13:30 | Estafette                | Estafette                |
| 25 februari | 20:00       | 12:00 | Sluitingsceremonie       | Sluitingsceremonie       |

## Medailles

### Medaillewinnaars
| Onderdeel | Goud                                                                    | Goud                                                                    | Zilver                                                     | Zilver                                                     | Brons                                                                | Brons                                                                |
| --------- | ----------------------------------------------------------------------- | ----------------------------------------------------------------------- | ---------------------------------------------------------- | ---------------------------------------------------------- | -------------------------------------------------------------------- | -------------------------------------------------------------------- |
| Mannen    | AUT                                                                     | David Gleirscher                                                        | USA                                                        | Chris Mazdzer                                              | GER                                                                  | Johannes Ludwig                                                      |
| Vrouwen   | GER                                                                     | Natalie Geisenberger                                                    | GER                                                        | Dajana Eitberger                                           | CAN                                                                  | Alex Gough                                                           |
| Dubbels   | GER                                                                     | Tobias Wendl Tobias Arlt                                                | AUT                                                        | Peter Penz Georg Fischler                                  | GER                                                                  | Toni Eggert Sascha Benecken                                          |
| Estafette | Duitsland Natalie Geisenberger Johannes Ludwig Tobias Wendl Tobias Arlt | Duitsland Natalie Geisenberger Johannes Ludwig Tobias Wendl Tobias Arlt | Canada Alex Gough Samuel Edney Justin Snith Tristan Walker | Canada Alex Gough Samuel Edney Justin Snith Tristan Walker | Oostenrijk Madeleine Egle David Gleirscher Peter Penz Georg Fischler | Oostenrijk Madeleine Egle David Gleirscher Peter Penz Georg Fischler |

### Medaillespiegel
| Plaats | Land             | NOC    | Goud | Zilver | Brons | Totaal |
| ------ | ---------------- | ------ | ---- | ------ | ----- | ------ |
| 1      | Duitsland        | GER    | 3    | 1      | 2     | 6      |
| 2      | Oostenrijk       | AUT    | 1    | 1      | 1     | 3      |
| 3      | Canada           | CAN    | 0    | 1      | 1     | 2      |
| 4      | Verenigde Staten | USA    | 0    | 1      | 0     | 1      |
| Totaal | Totaal           | Totaal | 4    | 4      | 4     | 12     |